# Хагберг, Брита
Брита Хагберг (швед. Brita Hagberg, урождённая Nilsdotter, полное имя Brita Christina Hagberg, также известна как Petter Hagberg; 1756—1825) — шведский военнослужащий флота, одна из первых женщин-военных и вторая из женщин (первая — Анна Энгстен), которые были награждены шведской военной наградой за храбрость в битвах на море (медаль För tapperhet i fält), прежде чем женщины были допущены для службы в армии в XX веке.

## Биография
Родилась в 1756 году. Считается, что родилась в городе Финнеродья (Finnerödja) (по другим данным — в Стокгольме). 
В 1777 году прибыла в Стокгольм, где в 1785 году вышла замуж за Андерса Питера Хагберга (Anders Peter Hagberg, 1753–1816), военнослужащего королевской гвардии, который находился в армии с 1788 года. Брита, чтобы найти своего мужа, от которого не было никаких известий, поступила на военную службу, выдав себя за мужчину и назвавшись Петтером Хагбергом.
Брита была участницей Русско-шведской войны 1788—1790 годов, участвовала в Роченсальмском и Выборгском сражениях в качестве морского солдата. Служила на флоте на корабле Styrbjörn вместе со своим мужем. Участвовала в битве при Björkö Sund, в ходе которой была ранена, попала в лазарет где и был раскрыт её пол. Несмотря на запрет военной службы для женщин, ей была назначена военная пенсия в размере трех риксдалеров в год, что было очень редким явлением для женщины. О пенсии для Бриты Хагберг хлопотал  шведский вице-адмирал Карл Олаф Кронстедт.
После войны Хагберг получила личную привилегию (необычно для замужней женщины) торговать продуктами питания (с 1793 года); ей было отведено место на площади Oxtorget в Стокгольме (в 1802 году). Её муж умер в 1816 году, известно, что на этот момент у Бриты было двое детей (сын 1792 года рождения и дочь 1797 года рождения).
Умерла в Стокгольме 19 марта 1825 года.

## Память
- В 1828 году Брита Хагберг была отмечена в поэме Frukt-Månglerskan med Tapperhetsmedalj[2] шведской поэтессы Юлии Найберг.
- В 1864 году Хагберг упоминалась в справочнике о самых известных в истории Швеции женщинах, где было отмечено, что «на стокгольмской площади Oxtorget можно было увидеть старую женщину с медалью за отвагу на груди, продающую имбирное печенье на стенде, которая ушла служить на военный флот переодетой в мужчину, чтобы найти своего мужа».